# …och hans lilla svarta värld
…och hans lilla svarta värld, musikalbum av Johan Johansson. Kom ut 1996 på Birdnest Records. Omslaget är tecknat av Joakim Lindengren.

## Låtarna på albumet
1. Om Jag Tackar Gud För Allting
2. Lat Man Sleaze Twist
3. Bit Ihop!
4. Värld Utan Sans
5. Min Lilla Svarta Själ
6. Till Min Vän
7. Det Angår Dej Inte
8. Tjatig Men Nödvändig Predikan
9. Känd
10. Skit!

## Medverkande
- Johan Johansson - sång, leadgitarr mitten, akgitarr, handklapp, trummor (6)
- Lasse Bax - bas
- Niko Röhlcke - leadgitarr höger, piano (2,4), slidegitarr (4)
- Johan Andersson - leadgitarr vänster
- Chips Kiesbye - kompgitarr (10)
- Teijo Pulkkinen, Per Granberg & Anders Stub - vrål (7)
- Mattias Beimo - handklapp (2)